# تياغو سواريس ألفيس
تياغو سواريس ألفيس (بالبرتغالية: Thiago Alves) (26 يوليو 1986 في البرازيل - ) هو لاعب كرة طائرة شاطئية ولاعب كرة طائرة برازيلي في مركز ضارب خارجي ‏. شارك في الألعاب الأولمبية الصيفية 2012. ولعب مع Associação Desportiva RJX ‏.

## الأندية
انتسب إلى أندية عدة خلال مسيرته كما يلي:
| النادي               | الدولة   | من   | إلى     |
| Grêmio Náutico União | البرازيل | 2000 | 2003    |
| Bento Vôlei          | البرازيل | 2003 | 2004    |
| Associação           | البرازيل | 2004 | 2005    |
| Unisul Esporte       | البرازيل | 2006 | 2007    |
| Cimed Esporte        | البرازيل | 2007 | 2009    |
| Cimed Esporte        | البرازيل | 2009 | 2010    |
| SESI-SP              | البرازيل | 2010 | 2011    |
| Panasonic Panthers   | اليابان  | 2011 | 2012    |
| RJX                  | البرازيل | 2012 | 2013    |
| Fenerbahçe Grundig   | تركيا    | 2013 | 2014    |
| Panasonic Panthers   | اليابان  | 2014 | 2015    |
| SESI-SP              | البرازيل | 2015 | present |

## وصلات خارجية
- تياغو سواريس ألفيس على موقع الاتحاد الأوروبي (الإنجليزية)
- تياغو سواريس ألفيس على موقع عالم الكرة الطائرة (الإنجليزية)
- تياغو سواريس ألفيس على موقع دوري الدرجة الأولى الإيطالي للكرة الطائرة - رجال (الإيطالية)
- تياغو سواريس ألفيس على موقع الدوري الياباني (مؤرشف) (اليابانية)
- تياغو سواريس ألفيس على موقع أوليمبيديا (الإنجليزية)
- تياغو سواريس ألفيس على موقع اللجنة الأولمبية البرازيلية (البرتغالية)